# Skrakörarna, Houtskär
Skrakörarna är öar i Finland. De ligger i Skärgårdshavet och i kommunen Pargas i landskapet Egentliga Finland, i den sydvästra delen av landet. Öarna ligger omkring 46 kilometer väster om Åbo och omkring 190 kilometer väster om Helsingfors. 
Arean för den av öarna koordinaterna pekar på är 2 hektar och dess största längd är 230 meter i sydöst-nordvästlig riktning.
Runt Skrakörarna är det mycket glesbefolkat, med 7 invånare per kvadratkilometer. Närmaste större samhälle är Korpo, 15,4 km söder om Skrakörarna.